# Ancilla van de Leest

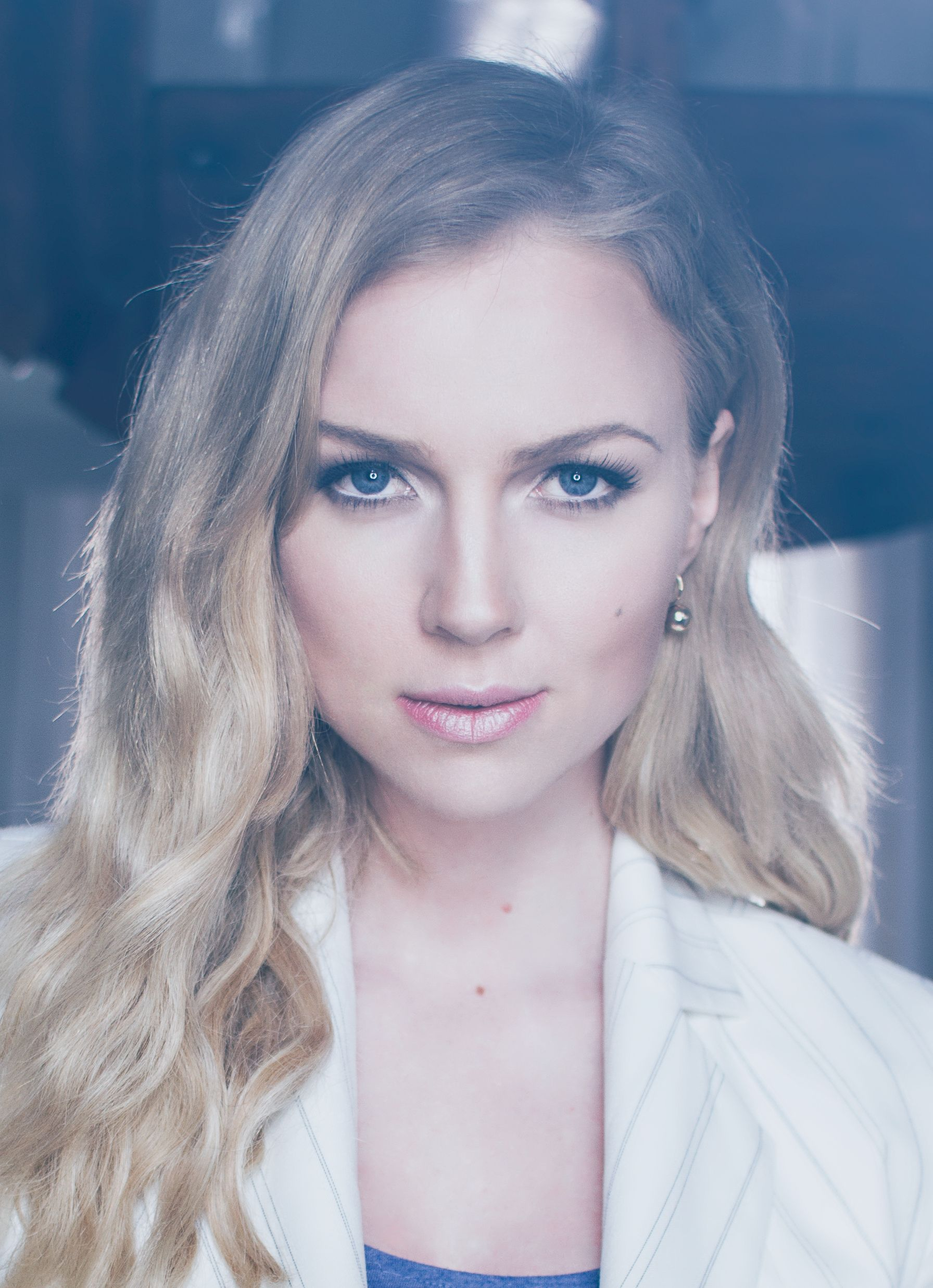
Ancilla van de Leest (2016)

Ancilla van de Leest (* 21. Juli 1985 in Rotterdam), geboren als Linde van de Leest und als Model auch Ancilla Tilia ist eine niederländische Politikerin, ehemaliges Fetischmodel, Produzentin, Moderatorin und Aktivistin.

## Model- und Medienkarriere
Van de Leest besuchte das Gymnasium in Rotterdam und arbeitete als Kellnerin, als sie von einem Fotografen entdeckt wurde. Sie verließ die Schule und trat im Mai 2004 mit achtzehn Jahren unter ihrem Geburtsnamen als Playmate in der niederländischen Ausgabe des Männermagazins „Playboy“ auf. Danach zog sie arbeitsbedingt nach Los Angeles und nahm den Namen Ancilla Tilia (lat. = "Dienerin Linde" oder auch "Sklavin Linde") an, wobei Tilia die latinisierte Variante ihres eigentlichen Vornamens Linde ist. Im Juni 2009 erschien van de Leest auf dem Cover des niederländischen „Playboy“ in einer Fotosession des Fotografen und Musikvideodirektors Carli Hermès. 2010 posierte sie dreimal für die American Playboy Special Editions. Im September 2012 erschien sie erneut auf dem Cover des niederländischen „Playboy“. Ebenso erschien sie zweimal auf dem Cover der niederländischen Ausgabe von FHM, sowie auf den Covers der Magazine und Zeitungen Sp!ts, Rotterdams Dagblad (AD), Panorama, Aktueel und der niederländischen Zeitschrift „Viva“. 2012 beendete van de Leest ihre Karriere als Model.
Van de Leest trat in der erotischen Fetischfotografie auf und spezialisierte sich auf Latexkleidung, Korsetts, High Heels und Strümpfe. Als Fetischmodel erschien sie auf dem Cover der Zeitschriften „Bizarre“, „Marquis“ und „The Picture“.
Im Jahre 2007 nahm van de Leest an der Quote Challenge Rally teil. Dies führte zu einer Zusammenarbeit mit dem Journalisten und Fernsehmoderator Jort Kelder und dem Rapper Lange Frans für die Produktion eines Videoclips.
Van de Leest absolvierte den Kurs „Schauspiel für die Kamera“ an der Theaterschule De Trap in Amsterdam. Sie war die Moderatorin des Programms Feesten met Ancilla im niederländischen Weblog Flabber.nl. Sie trat außerdem in verschiedenen Werbungen auf, unter anderem für Opel, Axe, Hyves, Honda, Holland Poker, Pownews, Beat de Mol und das Twestival. 2010 wurde van de Leest in einer Reihe von Werbefilmen für die Radboud-Universität Nijmegen gezeigt. Nach Kritik sowohl der Institution als auch des Studierendenrates wurde beschlossen, diese Zusammenarbeit nicht fortzusetzen. Im Jahr 2012 wurde sie auch in einer Episode der Internet-Serie De Meisjes van Thijs vorgestellt.
Van de Leest trat im November 2013 in der ersten Folge der niederländischen Comedyserie Popoz auf Comedy Central auf. Sie spielt die Gerichtsmedizinerin Leo, die sich in der Fantasie der Hauptfiguren Ivo und Randy auszieht, in der Zwischenzeit aber ihre Arbeit ernst nimmt.
Von 2007 bis 2009 war van de Leest mehrfach als Sidekick in der Radiosendung Nachtegiel von Giel Beelen zu sehen, die auf dem Fernsehsender Nederland 3 ausgestrahlt wurde. Sie spielte als eine gesponserte Pokerspielerin für Unibet Poker. Von 2008 bis 2010 schrieb sie die Kolumne „Ask Ancilla“ für die Zeitschrift FHM, die schließlich ganzseitig wurde und die monatlich bis 2010 erschien. 2011 schrieb sie für das Buch „Aan mijn Jongere Ik“ (deutsch: „An mein jüngeres Ich“) einen offenen Brief an sich selbst. Im Jahr 2013 gewann sie den Nationale Reistest (einen Wettbewerb zu Reisewissen) des Barts Neverending Network in der Gruppe der teilnehmenden niederländischen B-Promis.
Ancilla van de Leest war eine Kandidatin für die Fernsehsendung Expeditie Robinson 2014. In der zweiten Folge wurde sie jedoch bereits rausgewählt. Ende 2015 nahm sie an der Fernsehsendung De Slimste Mens teil.

## Filmografie
- Gehorche! (2006)
- Bluf (2011)
- Circus 3D (2011)
- De Meisjes van Thijs (2012)
- Popoz (2013–2015)
- Drones Don't Fly When the Sky Is Grey (2016)

## Politik und Piratenpartei

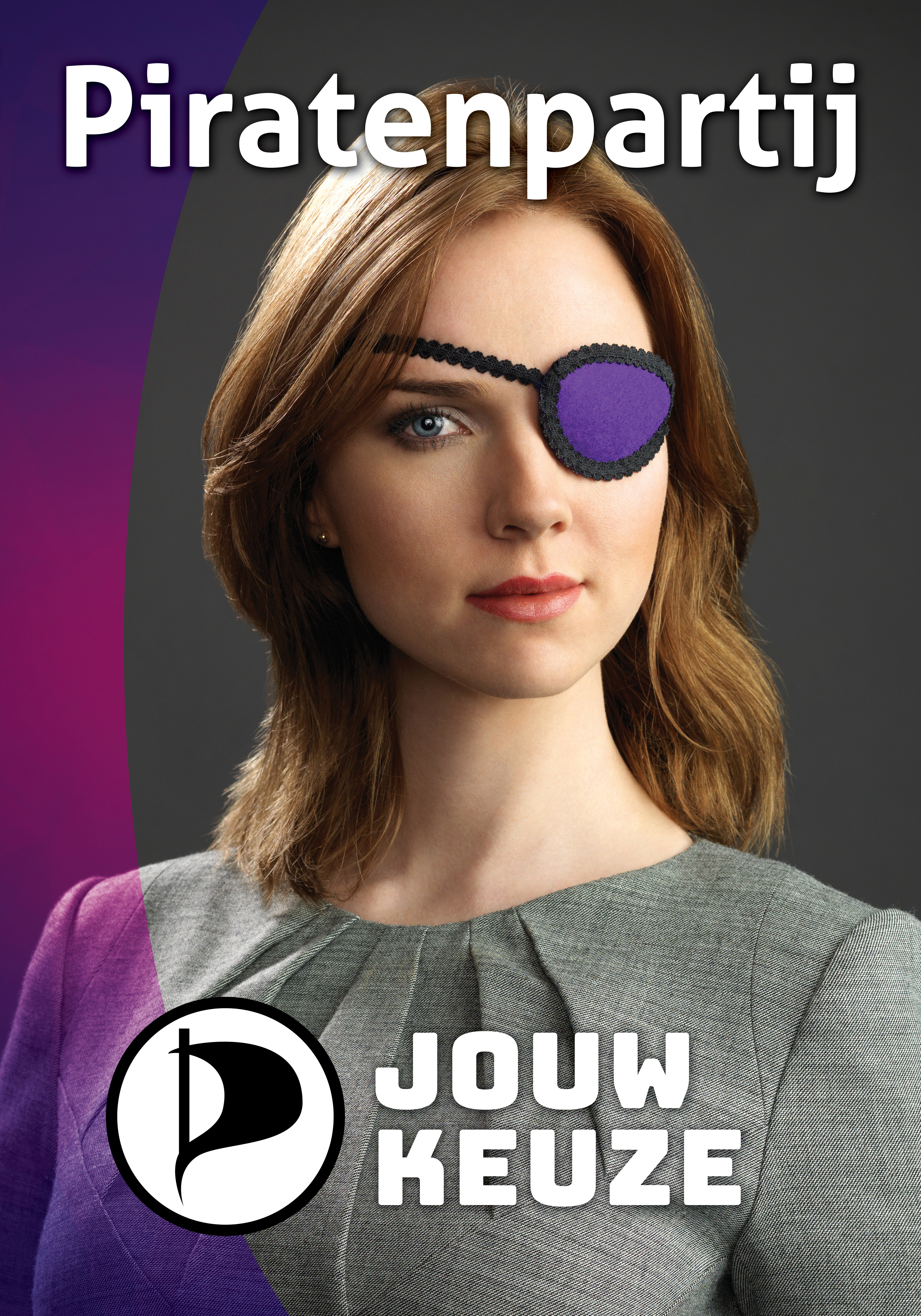
Kampagnenplakat mit van de Leest, das von der Piratenpartei (Niederlande) für die niederländischen Parlamentswahlen 2017 verwendet wurde

Für die niederländische Piratenpartij (deutsch „Piratenpartei“) stand Ancilla van de Leest 2014 bei den Kommunalwahlen in Amsterdam auf der Liste, wo sie mit 1905 Stimmen die zweitmeisten Stimmen ihrer Partei erhielt. Unter anderem dadurch gelang es der Piratenpartij in den landesweiten Kommunalwahlen vom 19. März 2014 im Stadtteilrat von Amsterdam West ihr erstes Mandat in den Niederlanden zu erringen. Sie führte auch eine Kampagne durch, die in erster Linie auf Kameraüberwachung und übermäßige Datenerfassung abzielte. Im Vorfeld ihrer Kandidatur war sie bereits Sprecherin der Partei, stand mit den Medien in Kontakt und machte Medien-Stunts um die Bekanntheit der Partei zu erhöhen.
Am 26. Juni 2016 wurde van de Leest zur Spitzenkandidatin der Piratenpartij für die niederländischen Parlamentswahlen 2017 gewählt. Zuvor nahm sie an Pirates on Tour teil, bei der verschiedene Listenkandidierende durch die Niederlande reisten, um miteinander zu debattieren, wobei die Besucher selbst Themen vorbringen durften.
In Interviews gab van de Leest an, dass ihre Prioritäten auf die Stärkung der Privatsphäre und die Verhinderung der Abschaffung von Bargeld abzielten. Sie sieht eine Entwicklung vor, bei der Unternehmern hohe Kosten auferlegt werden, die Bargeld zur Stimulierung von Debitkarten einsetzen. Dies sieht sie als eine die Privatsphäre unterminierende Entwicklung, in der eine Person anhand ihrer Zahlungshistorie verfolgt werden kann. Neben den Datenschutzrechten im Allgemeinen konzentriert sich die Partei insbesondere auf die Stärkung des Datenschutzes in der Beziehung zwischen der Regierung und ihren Bürgern, da sie einen schlechten, unverhältnismäßigen Einfluss kommerzieller Interessen auf die Grundrechte der Bürger sieht. Sie sagt, die Regierung stelle ein höheres Risiko für die Verletzung der Grundrechte von Bürgern dar als Unternehmen. Im September 2016 setzte sie sich für die Opfer eines Datenverstoßes in der niederländischen Stadt Almelo ein.
Am 6. April 2017 gab van de Leest bekannt, dass sie die Piratenpartei als Spitzenkandidatin und Sprecherin verlassen und sich stattdessen auf ihre eigenen Projekte konzentrieren werde. Sie gab an, als Zeichen ihrer Unterstützung für die Partei weiterhin passives Mitglied zu bleiben und auch weiter Parteimitglieder zu beraten.

## Wohltätigkeitsorganisationen
Seit van de Leest die Wahl zum sexysten Vegetarier 2008 gewann, engagiert sie sich aktiv in der Stiftung Wakker Dier, die sich für Tierrechte in der Viehwirtschaft einsetzt. Van de Leest setzt sich auch für die Wahrung der Privatsphäre ein und war von 2012 bis 2013 für die Stiftung Bits of Freedom tätig, wo sie Filmnächte organisierte, eine Zusammenarbeit mit der Zeitschrift „Bright“ aufbaute und einen Internet-Workshop für Abgeordnete organisierte. Seitdem veröffentlicht sie regelmäßig Meinungsartikel über Privatsphäre und Datenschutz auf Joop.nl und im Het Financieele Dagblad. 2014 war sie Aushängeschild für eine gerichtliche Klage gegen den Handel mit personenbezogenen Daten durch die niederländische Bank ABN AMRO.